# سارا نوردين
سارا نوردين (26 مارس 1993 بالسويد - ) هي لاعبة كرة قدم سويدية في مركز الدفاع.

## وصلات خارجية
- سارا نوردين على موقع الاتحاد الأوربي (الإنجليزية)
- سارا نوردين على موقع اتحاد السويد (السويدية)
- سارا نوردين على موقع قاعدة بيانات كرة القدم.إي يو (الإنجليزية)
- سارا نوردين على موقع Soccerway.com (الإنجليزية)